# Relentless Reckless Forever
Relentless Reckless Forever es el séptimo álbum de estudio de la banda de metal finlandesa Children of Bodom, publicado el 8 de marzo de 2011. Grabado en "Finland's Petrax Studios" durante los meses de agosto y septiembre de 2010. "Trabajamos muy duro en este álbum, por lo menos para mí fueron demasiadas horas sin dormir o descansar en seis semanas", comenta Alexi Laiho, "Pero estábamos decididos a hacer el mejor disco de COB, así que estabamos preparados para hacer lo que ello conllevara. Por supuesto, tener a nuestro productor Matt Hyde exigiéndonos las 24 horas del día definitivamente hizo que los resultados fueran incluso mejores, así que obviamente estamos más que ansiosos por sacar el álbum al mercado".
Es el primer álbum en el que no aparece ninguna canción con "Bodom" en el nombre (se suele decir que Blooddrunk no lleva dicho nombre en sus canciones, pero si nos fijamos, veremos que la canción LoBodomy también lo lleva). Se ha grabado un videoclip para el sencillo "Was It Worth It?" con el skater Chris Cole además de otros skaters profesionales como Jamie Thomas, Garrett Hill o Tom Asta. "El single 'Was it Worth it?' es una canción de fiesta total" dijo Laiho. "No es el típico sonido Bodom, pero es una de mis favoritas y heavy como el infierno". El video fue grabado en el campo de deportes de Acción Woodward en Pensilvania y fue dirigido por Dale Resteghini de Raging Nation Films.

## Lista de canciones
| N.º | Título                        | Duración |  |
| 1.  | «Not My Funeral»              | 4:55     |  |
| 2.  | «Shovel Knockout»             | 4:57     |  |
| 3.  | «Roundtrip to Hell and Back»  | 3:47     |  |
| 4.  | «Pussyfoot Miss Suicide»      | 4:10     |  |
| 5.  | «Relentless Reckless Forever» | 4:41     |  |
| 6.  | «Ugly»                        | 4:12     |  |
| 7.  | «Cry of the Nihilist»         | 3:31     |  |
| 8.  | «Was It Worth It?»            | 4:03     |  |
| 9.  | «Northpole Throwdown»         | 2:54     |  |

### Bonus
| N.º | Título                                    | Duración |  |
| 10. | «Party All the Time» (Eddie Murphy cover) | 3:00     |  |

## Créditos
- Alexi Laiho − guitarra solista, Voz
- Roope Latvala − Guitarra rítmica, Coros
- Janne Wirman − Teclista
- Henkka T. Blacksmith − bajista, Coros
- Jaska Raatikainen − Batería

## Posicionamiento
| Listas                 | Posiciones | Fuente |
| ---------------------- | ---------- | ------ |
| Austrian Albums Chart  | 29         | [ 1 ]  |
| Finnish Albums Chart   | 1          | [ 2 ]  |
| German Albums Chart    | 20         | [ 3 ]  |
| Swedish National Chart | 47         | [ 4 ]  |
| Swiss Albums Chart     | 43         | [ 5 ]  |
| Official UK Charts     | 71         | [ 6 ]  |
| US Billboard 200       | 42         | [ 7 ]  |